# Río Osmore
El río Osmore (o Moquegua o Ilo) es un río de la vertiente del Pacífico, localizado en la costa sur del Perú. Es el más contaminado de esta vertiente debido a la minería.

## Cuenca

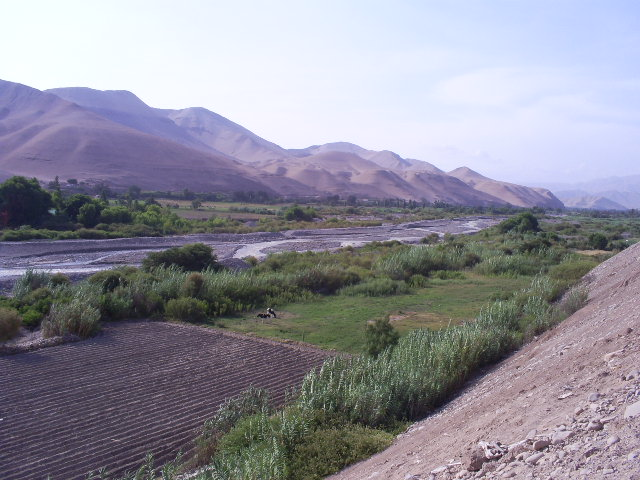
Vista del Valle Moquegua.

La cuenca del río Moquegua (u Osmore o Ilo, nombres que va adquiriendo a medida de desciende de los Andes), se encuentra localizada al sur del Perú, en el departamento de Moquegua, provincias de Mariscal Nieto e Ilo. Geográficamente se encuentra comprendida entre los paralelos 16º 52' y 17º 43' de latitud sur y entre los meridianos 70° 26' y 71° 20' de longitud oeste. Forma parte del sistema hidrográfico de la vertiente del Pacífico, drenando una superficie de aproximadamente 3480 km², de los que 680 km² corresponden a la cuenca húmeda o imbrifera, ubicada por encima de los 3900 m.
La cuenca limita al norte con la cuenca del río Tambo, subcuenca del río Vizcachas; al este y al sur, con la cuenca del río Locumba; al oeste, con el Océano Pacífico y la intercuenca entre Moquegua y Tambo, conformada por una serie de quebradas de corto y mediano recorrido que drenan sus aguas temporales al océano.
La cuenca es drenada por el río Moquegua, formado por la confluencia de los ríos Huaracane y Torata a 2 km al oeste de la ciudad de Moquegua, teniendo un afluente adicional sobre su margen izquierda aproximadamente a 2 km aguas abajo de su nacimiento: el río Tumilaca.
El río de recorrido en dirección noreste a suroeste, es conocido bajo tres nombres: Moquegua, en su inicio, desde su formación hasta su encajonamiento, en donde recibe el nombre de Osmore, para luego cambiar su nombre al ingresar al valle de Ilo, en donde adquiere el nombre del valle. 
El río Huaracane, con un área de drenaje de 479 km², se forma por la confluencia de los ríos Chujulay y Otora, a 1800 m; a su vez, el río Chujulay recibe las aguas de la quebradas Chujulay y Paralaque y el río Otora de las quebradas Sajena y Porobaya. Las descargas de este río son muy irregulares no presentando aportes en los meses de sequía. El caudal promedio anual del río Huaracane es de 0,208 m³/s y al 75% de persistencia es de 0,128 m³/s.
El río Torata, con una cuenca húmeda de 342 km², nace por el deshielo de la cordillera en la zona de Titijones, a 4500 m, de donde desciende por una quebrada del mismo nombre, juntándose con la quebrada Condoriqueña, en donde toma el nombre de río Cuajone, hasta la zona denominada Ichupampa, en donde adquiere el nombre de Torata. El caudal promedio anual del Torata es de 0,840 m³/s y al 75% de persistencia es de 0,538 m³/s.
El río Tumilaca, con una cuenca húmeda de 255 km², se forma de la confluencia de los ríos Coscori y Capillune; el Coscori se forma a su vez de la confluencia de los ríos Charaque y Asana a 3200 m. El caudal promedio anual del río Tumilaca es de 1,067 m³/s y al 75% de persistencia es de 0,683 m³/s.